# Eleccions a les Juntes Generals del País Basc de 1987
Les eleccions a les Juntes Generals del País Basc de 1987 es van celebrar el 10 de juny de 1987, escollint als membres de les Juntes Generals d'Àlaba, de Guipúscoa i de Biscaia. Al llarg de la mateixa jornada, es van celebrar també eleccions a la majoria dels Parlaments Autonòmics d'Espanya (amb excepció dels parlaments d'Euskadi, Galícia, Catalunya i Andalusia); a les Eleccions al Parlament Europeu als cabildos insulars canaris; als consells insulars de Balears; i als concejos de Navarra; així com les eleccions municipals.

## Candidats
En la següent taula es mostren els candidats a les Juntes Generals del País Basc, per part de les formacions polítiques que comptaven amb representació abans de les eleccions:
| Lurralde i Diputat General en l'anterior legislatura | Candidats | Observacions |
| ---------------------------------------------------- | --- | ------------ |
| Àlaba Juan María Ollora (EAJ-PNV)                    | - EA: - Partit Socialista d'Euskadi - Euskadiko Ezkerra: Fernando Buesa Blanco - EAJ-PNV: - HB: - AP: - EE: - CDS:                        |              |
| Guipúscoa Imanol Murua Arregi (EA)                   | - EA: Imanol Murua - HB: - Partit Socialista d'Euskadi - Euskadiko Ezkerra: - EAJ-PNV: Eli Galdós - EE: - AP: José Eugenio Azpiroz - CDS: |              |
| Biscaia José María Makua (EAJ-PNV)                   | - EAJ-PNV: José Alberto Pradera - Partit Socialista d'Euskadi - Euskadiko Ezkerra: - HB: - EA: - EE: - AP: - CDS:                         |              |

## Modificació de la llei electoral
El 27 de març de 1987, tres mesos abans de la cita electoral, el Parlament Basc va modificar el sistema electoral per a les Juntes Generals per segona legislatura consecutiva. Aquesta modificació recolzada pel PSE, *EE i EA; i rebutjada pel PNB i AP reduïa el nombre de circumscripcions electorals de cada Territori Històric:
Àlaba va passar de set a tres circumscripcions. Les antigues circumscripcions de Zuia, Agurain, Añana, Kampezu i Laguardia-Rioja Alabesa es van unificar per formar un únic districte electoral.
Guipúscoa va passar de set a quatre circumscripcions. Les antigues circumscripcions de Deba-Garaia, Deba-Bekoa i Urola es van fusionar en la circumscripció electoral de Deba-Urola. De la mateixa manera, les antigues circumscripcions de Tolosa i Goiherri es van unificar per formar el districte electoral d'Oria.
Biscaia va passar de sis a quatre circumscripcions. Les antigues circumscripcions de Busturia i Uribe es van fusionar per formar la circumscripció electoral Busturia-Uribe. De la mateixa manera les antigues circumscripcions d'Arratia-Ibaialdeak i Durango es van unificar per formar la circumscripció de Durango-Arratia. El nou mapa electoral de Biscaia és similar al mapa vigent entre 1979 i 1983.
| Modificació de les circumscripcions electorals                                                                                     |                                      |                                                                                                 |                              |
| 1983 | 1983                                 | 1987                                                                                            | 1987                         |
| Àlaba 51 procuradors - Añana: 2 - Aiara: 13 - Kampezu: 2 - Laguardia-Rioja Alavesa: 4 - Agurain: 3 - Vitoria/Gazteiz: 25 - Zuia: 2 | Circumscripcions a Àraba el 1983     | Àlaba 51 procuradors - Aiara: 7 - Vitoria: 38 - Zuia, Agurain, Añana, <kampezu i Laguardia: 6   | Circmscripcions a Àlaba      |
| Guipúscoa 51 junteros - Bidasoa-Oihartzun: 10 - Deba Bekoa: 5 - Deba Garaia: 6 - Donostia: 14 - Goiherri: 6 - Tolosa: 5 - Urola: 5 | Circumscripcions a Guipúscoa el 1983 | Guipúscoa 51 junteros - Bidasoa-Oiartzun: 11 - Deba-Urola: 14 - Donostialdea: 16 - Oria: 10     | Circumscripcions a Guipúscoa |
| Biscaia 51 apoderats - Arratia-Ibaialdeak: 7 - Bilbo: 14 - Busturia-Markina: 5 - Durango: 5 - Enkarterriak: 12 - Uribe: 8          | Circumscripcions a Biscaia el 1983   | Biscaia 51 apoderats - Bilbao: 16 - Busturia-Uribe: 12 - Durango-Arratia: 9 - Encartaciones: 14 | Circumscripcions a Biscaia   |

## Resultats electorals
Per a optar al repartiment d'escons en una circumscripció, la candidatura ha d'obtenir almenys el 3% dels vots vàlids emesos en aquesta circumscripció.
El Diputat General és elegit pels membres de les Juntes Generals un cop constituïdes (entre l'1 i el 25 de juny).
| ← Eleccions a les Juntes Generals del País Basc de 1987 →                                                | |         |         |        |        |     |
| Lurralde                                                                                                 | Diputat general i govern | Partit  | Vots    | %      | Escons | +/- |
| Àlaba 51 procuradors - Aiara: 7 - Vitoria/Gazteiz: 38 - Zuia, Salvatierra, Añana, Kampezu i Laguardia: 6 | - Diputat general: Fernando Buesa Blanco (PSE) - Govern: Partit Socialista d'Euskadi - Euskadiko Ezkerra (en minoria) - Cens: 197.546 - Abstenció: 62.725 (31,75%) - Nuls: 1.581 (1,17%) - En blanc: 1.544 (1,15%) | EA      | 27.934  | 21,21% | 12     | 12  |
| Àlaba 51 procuradors - Aiara: 7 - Vitoria/Gazteiz: 38 - Zuia, Salvatierra, Añana, Kampezu i Laguardia: 6 | - Diputat general: Fernando Buesa Blanco (PSE) - Govern: Partit Socialista d'Euskadi - Euskadiko Ezkerra (en minoria) - Cens: 197.546 - Abstenció: 62.725 (31,75%) - Nuls: 1.581 (1,17%) - En blanc: 1.544 (1,15%) | PSE     | 26.241  | 19,93% | 11     | 3   |
| Àlaba 51 procuradors - Aiara: 7 - Vitoria/Gazteiz: 38 - Zuia, Salvatierra, Añana, Kampezu i Laguardia: 6 | - Diputat general: Fernando Buesa Blanco (PSE) - Govern: Partit Socialista d'Euskadi - Euskadiko Ezkerra (en minoria) - Cens: 197.546 - Abstenció: 62.725 (31,75%) - Nuls: 1.581 (1,17%) - En blanc: 1.544 (1,15%) | EAJ-PNV | 23.185  | 17,6%  | 10     | 13  |
| Àlaba 51 procuradors - Aiara: 7 - Vitoria/Gazteiz: 38 - Zuia, Salvatierra, Añana, Kampezu i Laguardia: 6 | - Diputat general: Fernando Buesa Blanco (PSE) - Govern: Partit Socialista d'Euskadi - Euskadiko Ezkerra (en minoria) - Cens: 197.546 - Abstenció: 62.725 (31,75%) - Nuls: 1.581 (1,17%) - En blanc: 1.544 (1,15%) | HB      | 18.653  | 14,16% | 8      | 4   |
| Àlaba 51 procuradors - Aiara: 7 - Vitoria/Gazteiz: 38 - Zuia, Salvatierra, Añana, Kampezu i Laguardia: 6 | - Diputat general: Fernando Buesa Blanco (PSE) - Govern: Partit Socialista d'Euskadi - Euskadiko Ezkerra (en minoria) - Cens: 197.546 - Abstenció: 62.725 (31,75%) - Nuls: 1.581 (1,17%) - En blanc: 1.544 (1,15%) | AP      | 12.320  | 9,35%  | 4      | 5   |
| Àlaba 51 procuradors - Aiara: 7 - Vitoria/Gazteiz: 38 - Zuia, Salvatierra, Añana, Kampezu i Laguardia: 6 | - Diputat general: Fernando Buesa Blanco (PSE) - Govern: Partit Socialista d'Euskadi - Euskadiko Ezkerra (en minoria) - Cens: 197.546 - Abstenció: 62.725 (31,75%) - Nuls: 1.581 (1,17%) - En blanc: 1.544 (1,15%) | EE      | 10.666  | 8,1%   | 3      | 2   |
| Àlaba 51 procuradors - Aiara: 7 - Vitoria/Gazteiz: 38 - Zuia, Salvatierra, Añana, Kampezu i Laguardia: 6 | - Diputat general: Fernando Buesa Blanco (PSE) - Govern: Partit Socialista d'Euskadi - Euskadiko Ezkerra (en minoria) - Cens: 197.546 - Abstenció: 62.725 (31,75%) - Nuls: 1.581 (1,17%) - En blanc: 1.544 (1,15%) | CDS     | 9.442   | 7,17%  | 3      | 3   |
| Guipúscoa 51 junteros - Bidasoa-Oiartzun: 11 - Deba-Urola: 14 - Donostialdea: 16 - Oria: 10              | - Diputat general: Imanol Murua (EA) - Govern: EA (en minoria) - Cens: 522.561 - Abstenció: 166.358 (31,84%) - Nuls: 3.026 (0,85%) - En blanc: 3.059 (0,86%)                                                       | EA      | 85.800  | 24,51% | 16     | 16  |
| Guipúscoa 51 junteros - Bidasoa-Oiartzun: 11 - Deba-Urola: 14 - Donostialdea: 16 - Oria: 10              | - Diputat general: Imanol Murua (EA) - Govern: EA (en minoria) - Cens: 522.561 - Abstenció: 166.358 (31,84%) - Nuls: 3.026 (0,85%) - En blanc: 3.059 (0,86%)                                                       | HB      | 84.104  | 24,02% | 14     | 4   |
| Guipúscoa 51 junteros - Bidasoa-Oiartzun: 11 - Deba-Urola: 14 - Donostialdea: 16 - Oria: 10              | - Diputat general: Imanol Murua (EA) - Govern: EA (en minoria) - Cens: 522.561 - Abstenció: 166.358 (31,84%) - Nuls: 3.026 (0,85%) - En blanc: 3.059 (0,86%)                                                       | PSE     | 61.436  | 17,55% | 9      | 3   |
| Guipúscoa 51 junteros - Bidasoa-Oiartzun: 11 - Deba-Urola: 14 - Donostialdea: 16 - Oria: 10              | - Diputat general: Imanol Murua (EA) - Govern: EA (en minoria) - Cens: 522.561 - Abstenció: 166.358 (31,84%) - Nuls: 3.026 (0,85%) - En blanc: 3.059 (0,86%)                                                       | EAJ-PNV | 50.139  | 14,32% | 6      | 19  |
| Guipúscoa 51 junteros - Bidasoa-Oiartzun: 11 - Deba-Urola: 14 - Donostialdea: 16 - Oria: 10              | - Diputat general: Imanol Murua (EA) - Govern: EA (en minoria) - Cens: 522.561 - Abstenció: 166.358 (31,84%) - Nuls: 3.026 (0,85%) - En blanc: 3.059 (0,86%)                                                       | EE      | 40.577  | 11,59% | 5      | 2   |
| Guipúscoa 51 junteros - Bidasoa-Oiartzun: 11 - Deba-Urola: 14 - Donostialdea: 16 - Oria: 10              | - Diputat general: Imanol Murua (EA) - Govern: EA (en minoria) - Cens: 522.561 - Abstenció: 166.358 (31,84%) - Nuls: 3.026 (0,85%) - En blanc: 3.059 (0,86%)                                                       | AP      | 18.080  | 5,16%  | 1      | =   |
| Guipúscoa 51 junteros - Bidasoa-Oiartzun: 11 - Deba-Urola: 14 - Donostialdea: 16 - Oria: 10              | - Diputat general: Imanol Murua (EA) - Govern: EA (en minoria) - Cens: 522.561 - Abstenció: 166.358 (31,84%) - Nuls: 3.026 (0,85%) - En blanc: 3.059 (0,86%)                                                       | CDS     | 5.418   | 1,55%  | 0      | =   |
| Biscaia 51 apoderats - Bilbao: 16 - Busturia-Uribe: 12 - Durango-Arratia: 9 - Encartaciones: 14          | - Diputat general: José Alberto Pradera (EAJ-PNV) - Govern: EAJ-PNV (en minoria) - Cens: 896.010 - Abstenció: 297.060 (33,15%) - Nuls: 5.578 (0,93%) - En blanc: 6.404 (1,07%)                                     | EAJ-PNV | 161.899 | 27,58% | 16     | 10  |
| Biscaia 51 apoderats - Bilbao: 16 - Busturia-Uribe: 12 - Durango-Arratia: 9 - Encartaciones: 14          | - Diputat general: José Alberto Pradera (EAJ-PNV) - Govern: EAJ-PNV (en minoria) - Cens: 896.010 - Abstenció: 297.060 (33,15%) - Nuls: 5.578 (0,93%) - En blanc: 6.404 (1,07%)                                     | PSE     | 116.441 | 19,84% | 12     | 1   |
| Biscaia 51 apoderats - Bilbao: 16 - Busturia-Uribe: 12 - Durango-Arratia: 9 - Encartaciones: 14          | - Diputat general: José Alberto Pradera (EAJ-PNV) - Govern: EAJ-PNV (en minoria) - Cens: 896.010 - Abstenció: 297.060 (33,15%) - Nuls: 5.578 (0,93%) - En blanc: 6.404 (1,07%)                                     | HB      | 104.625 | 17,82% | 10     | 4   |
| Biscaia 51 apoderats - Bilbao: 16 - Busturia-Uribe: 12 - Durango-Arratia: 9 - Encartaciones: 14          | - Diputat general: José Alberto Pradera (EAJ-PNV) - Govern: EAJ-PNV (en minoria) - Cens: 896.010 - Abstenció: 297.060 (33,15%) - Nuls: 5.578 (0,93%) - En blanc: 6.404 (1,07%)                                     | EA      | 76.402  | 13,02% | 7      | 7   |
| Biscaia 51 apoderats - Bilbao: 16 - Busturia-Uribe: 12 - Durango-Arratia: 9 - Encartaciones: 14          | - Diputat general: José Alberto Pradera (EAJ-PNV) - Govern: EAJ-PNV (en minoria) - Cens: 896.010 - Abstenció: 297.060 (33,15%) - Nuls: 5.578 (0,93%) - En blanc: 6.404 (1,07%)                                     | EE      | 55.554  | 9,46%  | 4      | 2   |
| Biscaia 51 apoderats - Bilbao: 16 - Busturia-Uribe: 12 - Durango-Arratia: 9 - Encartaciones: 14          | - Diputat general: José Alberto Pradera (EAJ-PNV) - Govern: EAJ-PNV (en minoria) - Cens: 896.010 - Abstenció: 297.060 (33,15%) - Nuls: 5.578 (0,93%) - En blanc: 6.404 (1,07%)                                     | AP      | 36.493  | 6,22%  | 1      | 3   |
| Biscaia 51 apoderats - Bilbao: 16 - Busturia-Uribe: 12 - Durango-Arratia: 9 - Encartaciones: 14          | - Diputat general: José Alberto Pradera (EAJ-PNV) - Govern: EAJ-PNV (en minoria) - Cens: 896.010 - Abstenció: 297.060 (33,15%) - Nuls: 5.578 (0,93%) - En blanc: 6.404 (1,07%)                                     | CDS     | 21.896  | 3,73%  | 1      | 1   |
| Biscaia 51 apoderats - Bilbao: 16 - Busturia-Uribe: 12 - Durango-Arratia: 9 - Encartaciones: 14          | - Diputat general: José Alberto Pradera (EAJ-PNV) - Govern: EAJ-PNV (en minoria) - Cens: 896.010 - Abstenció: 297.060 (33,15%) - Nuls: 5.578 (0,93%) - En blanc: 6.404 (1,07%)                                     | IU-EB   | 6.944   | 1,18%  | 0      | =   |

## Resultats electorals per circumscripcions

### Àlaba
| ← Eleccions a les Juntes Generals d'Àlaba de 1987 →           | |         |        |        |             |     |
| Quadrilla                                                     | Cens | Partit  | Vots   | %      | Procuradors | +/- |
| Aiara 7 procuradors (-6)a                                     | - Cens: 25.636 - Votants: 18.681 (72,87%) - Abstenció: 6.955 (27,13%) - Nuls: 216 (1,16%) - Vàlids: 18.465 - Blancs: 203 (1,09%) - A candidatures: 18.262 | HB      | 4.636  | 25,39% | 2           | =   |
| Aiara 7 procuradors (-6)a                                     | - Cens: 25.636 - Votants: 18.681 (72,87%) - Abstenció: 6.955 (27,13%) - Nuls: 216 (1,16%) - Vàlids: 18.465 - Blancs: 203 (1,09%) - A candidatures: 18.262 | EAJ-PNV | 4.333  | 23,73% | 2           | 4   |
| Aiara 7 procuradors (-6)a                                     | - Cens: 25.636 - Votants: 18.681 (72,87%) - Abstenció: 6.955 (27,13%) - Nuls: 216 (1,16%) - Vàlids: 18.465 - Blancs: 203 (1,09%) - A candidatures: 18.262 | EA      | 3.176  | 17,39% | 1           | 1   |
| Aiara 7 procuradors (-6)a                                     | - Cens: 25.636 - Votants: 18.681 (72,87%) - Abstenció: 6.955 (27,13%) - Nuls: 216 (1,16%) - Vàlids: 18.465 - Blancs: 203 (1,09%) - A candidatures: 18.262 | PSE     | 2.468  | 13,51% | 1           | 2   |
| Aiara 7 procuradors (-6)a                                     | - Cens: 25.636 - Votants: 18.681 (72,87%) - Abstenció: 6.955 (27,13%) - Nuls: 216 (1,16%) - Vàlids: 18.465 - Blancs: 203 (1,09%) - A candidatures: 18.262 | AP      | 1.741  | 9,53%  | 1           | 1   |
| Aiara 7 procuradors (-6)a                                     | - Cens: 25.636 - Votants: 18.681 (72,87%) - Abstenció: 6.955 (27,13%) - Nuls: 216 (1,16%) - Vàlids: 18.465 - Blancs: 203 (1,09%) - A candidatures: 18.262 | EE      | 1.258  | 6,89%  | 0           | =   |
| Aiara 7 procuradors (-6)a                                     | - Cens: 25.636 - Votants: 18.681 (72,87%) - Abstenció: 6.955 (27,13%) - Nuls: 216 (1,16%) - Vàlids: 18.465 - Blancs: 203 (1,09%) - A candidatures: 18.262 | CDS     | 723    | 3,96%  | 0           | =   |
| Vitoria-Gasteiz 38 procuradors (+13)b                         | - Cens: 145.106 - Votants: 96.460 (66,48%) - Abstenció: 48.646 (33,52%) - Nuls: 1.049 (1,09%) - Vàlids: 95.411 - Blancs: 1.167 (1,21%) - A candidatures:  | EA      | 22.387 | 23,75% | 10          | 10  |
| Vitoria-Gasteiz 38 procuradors (+13)b                         | - Cens: 145.106 - Votants: 96.460 (66,48%) - Abstenció: 48.646 (33,52%) - Nuls: 1.049 (1,09%) - Vàlids: 95.411 - Blancs: 1.167 (1,21%) - A candidatures:  | PSE     | 21.191 | 22,49% | 9           | =   |
| Vitoria-Gasteiz 38 procuradors (+13)b                         | - Cens: 145.106 - Votants: 96.460 (66,48%) - Abstenció: 48.646 (33,52%) - Nuls: 1.049 (1,09%) - Vàlids: 95.411 - Blancs: 1.167 (1,21%) - A candidatures:  | EAJ-PNV | 11.848 | 12,57% | 5           | 4   |
| Vitoria-Gasteiz 38 procuradors (+13)b                         | - Cens: 145.106 - Votants: 96.460 (66,48%) - Abstenció: 48.646 (33,52%) - Nuls: 1.049 (1,09%) - Vàlids: 95.411 - Blancs: 1.167 (1,21%) - A candidatures:  | HB      | 11.468 | 12,17% | 5           | 3   |
| Vitoria-Gasteiz 38 procuradors (+13)b                         | - Cens: 145.106 - Votants: 96.460 (66,48%) - Abstenció: 48.646 (33,52%) - Nuls: 1.049 (1,09%) - Vàlids: 95.411 - Blancs: 1.167 (1,21%) - A candidatures:  | AP      | 8.743  | 9,28%  | 3           | 1   |
| Vitoria-Gasteiz 38 procuradors (+13)b                         | - Cens: 145.106 - Votants: 96.460 (66,48%) - Abstenció: 48.646 (33,52%) - Nuls: 1.049 (1,09%) - Vàlids: 95.411 - Blancs: 1.167 (1,21%) - A candidatures:  | EE      | 8.412  | 8,93%  | 3           | 2   |
| Vitoria-Gasteiz 38 procuradors (+13)b                         | - Cens: 145.106 - Votants: 96.460 (66,48%) - Abstenció: 48.646 (33,52%) - Nuls: 1.049 (1,09%) - Vàlids: 95.411 - Blancs: 1.167 (1,21%) - A candidatures:  | CDS     | 8.114  | 8,61%  | 3           | 3   |
| Zuia, Agurain, Añana, Kampezu i Laguardia 6 procuradors (-7)c | - Cens: 26.804 - Votants: 19.680 (73,42%) - Abstenció: 7.124 (26,58%) - Nuls: 316 (1,61%) - Vàlids: 19.364 - Blancs: 174 (0,88%) - A candidatures: 19.192 | EAJ-PNV | 7.004  | 36,49% | 3           | 5   |
| Zuia, Agurain, Añana, Kampezu i Laguardia 6 procuradors (-7)c | - Cens: 26.804 - Votants: 19.680 (73,42%) - Abstenció: 7.124 (26,58%) - Nuls: 316 (1,61%) - Vàlids: 19.364 - Blancs: 174 (0,88%) - A candidatures: 19.192 | PSE     | 2.582  | 13,45% | 1           | 1   |
| Zuia, Agurain, Añana, Kampezu i Laguardia 6 procuradors (-7)c | - Cens: 26.804 - Votants: 19.680 (73,42%) - Abstenció: 7.124 (26,58%) - Nuls: 316 (1,61%) - Vàlids: 19.364 - Blancs: 174 (0,88%) - A candidatures: 19.192 | HB      | 2.549  | 13,28% | 1           | 1   |
| Zuia, Agurain, Añana, Kampezu i Laguardia 6 procuradors (-7)c | - Cens: 26.804 - Votants: 19.680 (73,42%) - Abstenció: 7.124 (26,58%) - Nuls: 316 (1,61%) - Vàlids: 19.364 - Blancs: 174 (0,88%) - A candidatures: 19.192 | EA      | 2.371  | 12,35% | 1           | 1   |
| Zuia, Agurain, Añana, Kampezu i Laguardia 6 procuradors (-7)c | - Cens: 26.804 - Votants: 19.680 (73,42%) - Abstenció: 7.124 (26,58%) - Nuls: 316 (1,61%) - Vàlids: 19.364 - Blancs: 174 (0,88%) - A candidatures: 19.192 | AP      | 1.836  | 9,57%  | 0           | 3   |
| Zuia, Agurain, Añana, Kampezu i Laguardia 6 procuradors (-7)c | - Cens: 26.804 - Votants: 19.680 (73,42%) - Abstenció: 7.124 (26,58%) - Nuls: 316 (1,61%) - Vàlids: 19.364 - Blancs: 174 (0,88%) - A candidatures: 19.192 | AITE    | 1.196  | 6,23%  | 0           | =   |
| Zuia, Agurain, Añana, Kampezu i Laguardia 6 procuradors (-7)c | - Cens: 26.804 - Votants: 19.680 (73,42%) - Abstenció: 7.124 (26,58%) - Nuls: 316 (1,61%) - Vàlids: 19.364 - Blancs: 174 (0,88%) - A candidatures: 19.192 | EE      | 996    | 5,19%  | 0           | =   |
| Zuia, Agurain, Añana, Kampezu i Laguardia 6 procuradors (-7)c | - Cens: 26.804 - Votants: 19.680 (73,42%) - Abstenció: 7.124 (26,58%) - Nuls: 316 (1,61%) - Vàlids: 19.364 - Blancs: 174 (0,88%) - A candidatures: 19.192 | CDS     | 605    | 3,15%  | 0           | =   |

a Sis procuradors menys respecte de 1983.

b Tretze procuradors més respecte de 1983.

c Set procuradors menys respecte de les antigues circumscripcions de Zuia, Agurain, Añana, Kampezu i Lagurdia-Rioja Alavesa de 1983.

### Guipúscoa
| ← Eleccions a les Juntes Generals de Guipúscoa de 1987 → | |         |        |        |          |     |
| Comarques                                                | Cens | Partit  | Vots   | %      | Junteros | +/- |
| Bidasoa-Oiartzun 11 junteros (+1)a                       | - Cens: 106.272 - Votants: 68.869 (64,8%) - Abstenció: 37.403 (35,2%) - Nuls: 691 (1%) - Vàlids: 68.178 - Blancs: 678 (0,98%) - A candidatures: 67.500         | HB      | 17.182 | 25,45% | 3        | 1   |
| Bidasoa-Oiartzun 11 junteros (+1)a                       | - Cens: 106.272 - Votants: 68.869 (64,8%) - Abstenció: 37.403 (35,2%) - Nuls: 691 (1%) - Vàlids: 68.178 - Blancs: 678 (0,98%) - A candidatures: 67.500         | PSE     | 17.099 | 25,33% | 3        | 1   |
| Bidasoa-Oiartzun 11 junteros (+1)a                       | - Cens: 106.272 - Votants: 68.869 (64,8%) - Abstenció: 37.403 (35,2%) - Nuls: 691 (1%) - Vàlids: 68.178 - Blancs: 678 (0,98%) - A candidatures: 67.500         | EA      | 13.540 | 20,06% | 3        | 3   |
| Bidasoa-Oiartzun 11 junteros (+1)a                       | - Cens: 106.272 - Votants: 68.869 (64,8%) - Abstenció: 37.403 (35,2%) - Nuls: 691 (1%) - Vàlids: 68.178 - Blancs: 678 (0,98%) - A candidatures: 67.500         | EE      | 8.030  | 11,9%  | 1        | =   |
| Bidasoa-Oiartzun 11 junteros (+1)a                       | - Cens: 106.272 - Votants: 68.869 (64,8%) - Abstenció: 37.403 (35,2%) - Nuls: 691 (1%) - Vàlids: 68.178 - Blancs: 678 (0,98%) - A candidatures: 67.500         | EAJ-PNV | 5.567  | 8,25%  | 1        | 2   |
| Bidasoa-Oiartzun 11 junteros (+1)a                       | - Cens: 106.272 - Votants: 68.869 (64,8%) - Abstenció: 37.403 (35,2%) - Nuls: 691 (1%) - Vàlids: 68.178 - Blancs: 678 (0,98%) - A candidatures: 67.500         | AP      | 3.009  | 4,46%  | 0        | =   |
| Bidasoa-Oiartzun 11 junteros (+1)a                       | - Cens: 106.272 - Votants: 68.869 (64,8%) - Abstenció: 37.403 (35,2%) - Nuls: 691 (1%) - Vàlids: 68.178 - Blancs: 678 (0,98%) - A candidatures: 67.500         | CDS     | 2.154  | 3,19%  | 0        | =   |
| Bidasoa-Oiartzun 11 junteros (+1)a                       | - Cens: 106.272 - Votants: 68.869 (64,8%) - Abstenció: 37.403 (35,2%) - Nuls: 691 (1%) - Vàlids: 68.178 - Blancs: 678 (0,98%) - A candidatures: 67.500         | EB-B    | 515    | 0,76%  | 0        | =   |
| Deba-Urola 14 junteros (-2)b                             | - Cens: 146.786 - Votants: 105.957 (72,18%) - Abstenció: 40.829 (27,82%) - Nuls: 779 (0,74%) - Vàlids: 105.178 - Blancs: 875 (0,83%) - A candidatures: 104.303 | EA      | 26.105 | 25,03% | 4        | 4   |
| Deba-Urola 14 junteros (-2)b                             | - Cens: 146.786 - Votants: 105.957 (72,18%) - Abstenció: 40.829 (27,82%) - Nuls: 779 (0,74%) - Vàlids: 105.178 - Blancs: 875 (0,83%) - A candidatures: 104.303 | HB      | 24.618 | 23,6%  | 4        | 1   |
| Deba-Urola 14 junteros (-2)b                             | - Cens: 146.786 - Votants: 105.957 (72,18%) - Abstenció: 40.829 (27,82%) - Nuls: 779 (0,74%) - Vàlids: 105.178 - Blancs: 875 (0,83%) - A candidatures: 104.303 | EAJ-PNV | 24.432 | 23,42% | 3        | 8   |
| Deba-Urola 14 junteros (-2)b                             | - Cens: 146.786 - Votants: 105.957 (72,18%) - Abstenció: 40.829 (27,82%) - Nuls: 779 (0,74%) - Vàlids: 105.178 - Blancs: 875 (0,83%) - A candidatures: 104.303 | PSE     | 14.872 | 14,26% | 2        | =   |
| Deba-Urola 14 junteros (-2)b                             | - Cens: 146.786 - Votants: 105.957 (72,18%) - Abstenció: 40.829 (27,82%) - Nuls: 779 (0,74%) - Vàlids: 105.178 - Blancs: 875 (0,83%) - A candidatures: 104.303 | EE      | 9.775  | 9,37%  | 1        | 1   |
| Deba-Urola 14 junteros (-2)b                             | - Cens: 146.786 - Votants: 105.957 (72,18%) - Abstenció: 40.829 (27,82%) - Nuls: 779 (0,74%) - Vàlids: 105.178 - Blancs: 875 (0,83%) - A candidatures: 104.303 | AP      | 3.661  | 3,51%  | 0        | =   |
| Deba-Urola 14 junteros (-2)b                             | - Cens: 146.786 - Votants: 105.957 (72,18%) - Abstenció: 40.829 (27,82%) - Nuls: 779 (0,74%) - Vàlids: 105.178 - Blancs: 875 (0,83%) - A candidatures: 104.303 | IU-EB   | 476    | 0,46%  | 0        | =   |
| Donostialdea 16 junteros (+2)c                           | - Cens: 170.434 - Votants: 110.466 (64,81%) - Abstenció: 59.968 (35,19%) - Nuls: 945 (0,86%) - Vàlids: 109.521 - Blancs: 840 (0,76%) - A candidatures: 108.681 | EA      | 26.183 | 24,09% | 5        | 5   |
| Donostialdea 16 junteros (+2)c                           | - Cens: 170.434 - Votants: 110.466 (64,81%) - Abstenció: 59.968 (35,19%) - Nuls: 945 (0,86%) - Vàlids: 109.521 - Blancs: 840 (0,76%) - A candidatures: 108.681 | HB      | 24.677 | 22,71% | 4        | 1   |
| Donostialdea 16 junteros (+2)c                           | - Cens: 170.434 - Votants: 110.466 (64,81%) - Abstenció: 59.968 (35,19%) - Nuls: 945 (0,86%) - Vàlids: 109.521 - Blancs: 840 (0,76%) - A candidatures: 108.681 | PSE     | 20.338 | 18,71% | 3        | 1   |
| Donostialdea 16 junteros (+2)c                           | - Cens: 170.434 - Votants: 110.466 (64,81%) - Abstenció: 59.968 (35,19%) - Nuls: 945 (0,86%) - Vàlids: 109.521 - Blancs: 840 (0,76%) - A candidatures: 108.681 | EE      | 13.339 | 12,27% | 2        | 1   |
| Donostialdea 16 junteros (+2)c                           | - Cens: 170.434 - Votants: 110.466 (64,81%) - Abstenció: 59.968 (35,19%) - Nuls: 945 (0,86%) - Vàlids: 109.521 - Blancs: 840 (0,76%) - A candidatures: 108.681 | EAJ-PNV | 10.170 | 9,36%  | 1        | 4   |
| Donostialdea 16 junteros (+2)c                           | - Cens: 170.434 - Votants: 110.466 (64,81%) - Abstenció: 59.968 (35,19%) - Nuls: 945 (0,86%) - Vàlids: 109.521 - Blancs: 840 (0,76%) - A candidatures: 108.681 | AP      | 9.208  | 8,47%  | 1        | =   |
| Donostialdea 16 junteros (+2)c                           | - Cens: 170.434 - Votants: 110.466 (64,81%) - Abstenció: 59.968 (35,19%) - Nuls: 945 (0,86%) - Vàlids: 109.521 - Blancs: 840 (0,76%) - A candidatures: 108.681 | CDS     | 3.264  | 3%     | 0        | =   |
| Oria 10 junteros (-1)d                                   | - Cens: 99.069 - Votants: 70.911 (71,58%) - Abstenció: 28.158 (28,42%) - Nuls: 611 (0,86%) - Vàlids: - Blancs: 666 (0,94%) - A candidatures: 69.634            | EA      | 19.972 | 28,68% | 4        | 4   |
| Oria 10 junteros (-1)d                                   | - Cens: 99.069 - Votants: 70.911 (71,58%) - Abstenció: 28.158 (28,42%) - Nuls: 611 (0,86%) - Vàlids: - Blancs: 666 (0,94%) - A candidatures: 69.634            | HB      | 17.627 | 25,31% | 3        | 1   |
| Oria 10 junteros (-1)d                                   | - Cens: 99.069 - Votants: 70.911 (71,58%) - Abstenció: 28.158 (28,42%) - Nuls: 611 (0,86%) - Vàlids: - Blancs: 666 (0,94%) - A candidatures: 69.634            | EAJ-PNV | 9.970  | 14,32% | 1        | 5   |
| Oria 10 junteros (-1)d                                   | - Cens: 99.069 - Votants: 70.911 (71,58%) - Abstenció: 28.158 (28,42%) - Nuls: 611 (0,86%) - Vàlids: - Blancs: 666 (0,94%) - A candidatures: 69.634            | EE      | 9.433  | 13,55% | 1        | =   |
| Oria 10 junteros (-1)d                                   | - Cens: 99.069 - Votants: 70.911 (71,58%) - Abstenció: 28.158 (28,42%) - Nuls: 611 (0,86%) - Vàlids: - Blancs: 666 (0,94%) - A candidatures: 69.634            | PSE     | 9.127  | 13,11% | 1        | 1   |
| Oria 10 junteros (-1)d                                   | - Cens: 99.069 - Votants: 70.911 (71,58%) - Abstenció: 28.158 (28,42%) - Nuls: 611 (0,86%) - Vàlids: - Blancs: 666 (0,94%) - A candidatures: 69.634            | AP      | 2.202  | 3,16%  | 0        | =   |

a Un juntero més respecte de 1983.

b Dos junteros menys respecte de les antigues circumscripcions de Deba-Bekoa, Deba-Garaia i Urola de 1983.

c Dos junteros més respecte de 1983.

d Un juntero menys respecte de les antigues circumscripcions de Goiherri i Tolosa de 1983.

### Biscaia
| ← Eleccions a les Juntes Generals de Vizcaya de 1987 → | |         |        |        |           |     |
| Comarques                                              | Cens | Partit  | Vots   | %      | Apoderats | +/- |
| Bilbao 17 apoderats (+3)a                              | - Cens: 299.087 - Votants: 190.361 (63,65%) - Abstenció: 108.726 (36,35%) - Nuls: 1.880 (0,99%) - Vàlids: 188.481 - Blancs: 1.723 (0,91%) - A candidatures: 186.758 | EAJ-PNV | 52.004 | 27,85% | 5         | 1   |
| Bilbao 17 apoderats (+3)a                              | - Cens: 299.087 - Votants: 190.361 (63,65%) - Abstenció: 108.726 (36,35%) - Nuls: 1.880 (0,99%) - Vàlids: 188.481 - Blancs: 1.723 (0,91%) - A candidatures: 186.758 | PSE     | 37.477 | 20,07% | 4         | =   |
| Bilbao 17 apoderats (+3)a                              | - Cens: 299.087 - Votants: 190.361 (63,65%) - Abstenció: 108.726 (36,35%) - Nuls: 1.880 (0,99%) - Vàlids: 188.481 - Blancs: 1.723 (0,91%) - A candidatures: 186.758 | HB      | 28.152 | 15,07% | 3         | 2   |
| Bilbao 17 apoderats (+3)a                              | - Cens: 299.087 - Votants: 190.361 (63,65%) - Abstenció: 108.726 (36,35%) - Nuls: 1.880 (0,99%) - Vàlids: 188.481 - Blancs: 1.723 (0,91%) - A candidatures: 186.758 | EA      | 20.113 | 10,77% | 2         | 2   |
| Bilbao 17 apoderats (+3)a                              | - Cens: 299.087 - Votants: 190.361 (63,65%) - Abstenció: 108.726 (36,35%) - Nuls: 1.880 (0,99%) - Vàlids: 188.481 - Blancs: 1.723 (0,91%) - A candidatures: 186.758 | EE      | 18.482 | 9,9%   | 1         | =   |
| Bilbao 17 apoderats (+3)a                              | - Cens: 299.087 - Votants: 190.361 (63,65%) - Abstenció: 108.726 (36,35%) - Nuls: 1.880 (0,99%) - Vàlids: 188.481 - Blancs: 1.723 (0,91%) - A candidatures: 186.758 | AP      | 17.474 | 9,36%  | 1         | 1   |
| Bilbao 17 apoderats (+3)a                              | - Cens: 299.087 - Votants: 190.361 (63,65%) - Abstenció: 108.726 (36,35%) - Nuls: 1.880 (0,99%) - Vàlids: 188.481 - Blancs: 1.723 (0,91%) - A candidatures: 186.758 | CDS     | 9.642  | 5,16%  | 1         | 1   |
| Bilbao 17 apoderats (+3)a                              | - Cens: 299.087 - Votants: 190.361 (63,65%) - Abstenció: 108.726 (36,35%) - Nuls: 1.880 (0,99%) - Vàlids: 188.481 - Blancs: 1.723 (0,91%) - A candidatures: 186.758 | IU-EB   | 1.406  | 0,75%  | 0         | =   |
| Busturia-Uribe 11 apoderats (-2)b                      | - Cens: 190.672 - Votants: 131.997 (69,23%) - Abstenció: 58.675 (30,77%) - Nuls: 1.192 (0,9%) - Vàlids: 130.805 - Blancs: 980 (0,74%) - A candidatures: 129.825     | EAJ-PNV | 46.271 | 35,64% | 5         | 4   |
| Busturia-Uribe 11 apoderats (-2)b                      | - Cens: 190.672 - Votants: 131.997 (69,23%) - Abstenció: 58.675 (30,77%) - Nuls: 1.192 (0,9%) - Vàlids: 130.805 - Blancs: 980 (0,74%) - A candidatures: 129.825     | HB      | 27.274 | 21,01% | 2         | =   |
| Busturia-Uribe 11 apoderats (-2)b                      | - Cens: 190.672 - Votants: 131.997 (69,23%) - Abstenció: 58.675 (30,77%) - Nuls: 1.192 (0,9%) - Vàlids: 130.805 - Blancs: 980 (0,74%) - A candidatures: 129.825     | EA      | 22.578 | 17,39% | 2         | 2   |
| Busturia-Uribe 11 apoderats (-2)b                      | - Cens: 190.672 - Votants: 131.997 (69,23%) - Abstenció: 58.675 (30,77%) - Nuls: 1.192 (0,9%) - Vàlids: 130.805 - Blancs: 980 (0,74%) - A candidatures: 129.825     | PSE     | 12.098 | 9,32%  | 1         | =   |
| Busturia-Uribe 11 apoderats (-2)b                      | - Cens: 190.672 - Votants: 131.997 (69,23%) - Abstenció: 58.675 (30,77%) - Nuls: 1.192 (0,9%) - Vàlids: 130.805 - Blancs: 980 (0,74%) - A candidatures: 129.825     | EE      | 11.043 | 8,51%  | 1         | 1   |
| Busturia-Uribe 11 apoderats (-2)b                      | - Cens: 190.672 - Votants: 131.997 (69,23%) - Abstenció: 58.675 (30,77%) - Nuls: 1.192 (0,9%) - Vàlids: 130.805 - Blancs: 980 (0,74%) - A candidatures: 129.825     | AP      | 7.149  | 5,51%  | 0         | =   |
| Busturia-Uribe 11 apoderats (-2)b                      | - Cens: 190.672 - Votants: 131.997 (69,23%) - Abstenció: 58.675 (30,77%) - Nuls: 1.192 (0,9%) - Vàlids: 130.805 - Blancs: 980 (0,74%) - A candidatures: 129.825     | CDS     | 2.455  | 1,89%  | 0         | =   |
| Durango-Arratia 9 apoderats (-3)c                      | - Cens: 155.044 - Votants: 110.702 (71,4%) - Abstenció: 44.342 (28,6%) - Nuls: 988 (0,89%) - Vàlids: 109.714 - Blancs: 992 (0,9%) - A candidatures: 108.722         | EAJ-PNV | 30.563 | 28,11% | 3         | 4   |
| Durango-Arratia 9 apoderats (-3)c                      | - Cens: 155.044 - Votants: 110.702 (71,4%) - Abstenció: 44.342 (28,6%) - Nuls: 988 (0,89%) - Vàlids: 109.714 - Blancs: 992 (0,9%) - A candidatures: 108.722         | HB      | 21.738 | 19,99% | 2         | =   |
| Durango-Arratia 9 apoderats (-3)c                      | - Cens: 155.044 - Votants: 110.702 (71,4%) - Abstenció: 44.342 (28,6%) - Nuls: 988 (0,89%) - Vàlids: 109.714 - Blancs: 992 (0,9%) - A candidatures: 108.722         | PSE     | 21.342 | 19,63% | 2         | 1   |
| Durango-Arratia 9 apoderats (-3)c                      | - Cens: 155.044 - Votants: 110.702 (71,4%) - Abstenció: 44.342 (28,6%) - Nuls: 988 (0,89%) - Vàlids: 109.714 - Blancs: 992 (0,9%) - A candidatures: 108.722         | EA      | 15.971 | 14,69% | 1         | 1   |
| Durango-Arratia 9 apoderats (-3)c                      | - Cens: 155.044 - Votants: 110.702 (71,4%) - Abstenció: 44.342 (28,6%) - Nuls: 988 (0,89%) - Vàlids: 109.714 - Blancs: 992 (0,9%) - A candidatures: 108.722         | EE      | 9.239  | 8,5%   | 1         | 1   |
| Durango-Arratia 9 apoderats (-3)c                      | - Cens: 155.044 - Votants: 110.702 (71,4%) - Abstenció: 44.342 (28,6%) - Nuls: 988 (0,89%) - Vàlids: 109.714 - Blancs: 992 (0,9%) - A candidatures: 108.722         | AP      | 4.319  | 3,97%  | 0         | =   |
| Durango-Arratia 9 apoderats (-3)c                      | - Cens: 155.044 - Votants: 110.702 (71,4%) - Abstenció: 44.342 (28,6%) - Nuls: 988 (0,89%) - Vàlids: 109.714 - Blancs: 992 (0,9%) - A candidatures: 108.722         | CDS     | 2.825  | 2,6%   | 0         | =   |
| Encartaciones 14 apoderats (+2)d                       | - Cens: 251.207 - Votants: 165.890 (66,04%) - Abstenció: 85.317 (33,96%) - Nuls: 1.518 (0,92%) - Vàlids: 164.372 - Blancs: 2.709 (1,63%) - A candidatures: 161.663  | PSE     | 45.524 | 28,16% | 5         | =   |
| Encartaciones 14 apoderats (+2)d                       | - Cens: 251.207 - Votants: 165.890 (66,04%) - Abstenció: 85.317 (33,96%) - Nuls: 1.518 (0,92%) - Vàlids: 164.372 - Blancs: 2.709 (1,63%) - A candidatures: 161.663  | EAJ-PNV | 33.061 | 20,45% | 3         | 1   |
| Encartaciones 14 apoderats (+2)d                       | - Cens: 251.207 - Votants: 165.890 (66,04%) - Abstenció: 85.317 (33,96%) - Nuls: 1.518 (0,92%) - Vàlids: 164.372 - Blancs: 2.709 (1,63%) - A candidatures: 161.663  | HB      | 27.461 | 16,99% | 3         | 2   |
| Encartaciones 14 apoderats (+2)d                       | - Cens: 251.207 - Votants: 165.890 (66,04%) - Abstenció: 85.317 (33,96%) - Nuls: 1.518 (0,92%) - Vàlids: 164.372 - Blancs: 2.709 (1,63%) - A candidatures: 161.663  | EA      | 17.740 | 10,97% | 2         | 2   |
| Encartaciones 14 apoderats (+2)d                       | - Cens: 251.207 - Votants: 165.890 (66,04%) - Abstenció: 85.317 (33,96%) - Nuls: 1.518 (0,92%) - Vàlids: 164.372 - Blancs: 2.709 (1,63%) - A candidatures: 161.663  | EE      | 16.790 | 10,39% | 1         | =   |
| Encartaciones 14 apoderats (+2)d                       | - Cens: 251.207 - Votants: 165.890 (66,04%) - Abstenció: 85.317 (33,96%) - Nuls: 1.518 (0,92%) - Vàlids: 164.372 - Blancs: 2.709 (1,63%) - A candidatures: 161.663  | AP      | 7.551  | 4,67%  | 0         | 1   |
| Encartaciones 14 apoderats (+2)d                       | - Cens: 251.207 - Votants: 165.890 (66,04%) - Abstenció: 85.317 (33,96%) - Nuls: 1.518 (0,92%) - Vàlids: 164.372 - Blancs: 2.709 (1,63%) - A candidatures: 161.663  | CDS     | 6.974  | 4,31%  | 0         | =   |
| Encartaciones 14 apoderats (+2)d                       | - Cens: 251.207 - Votants: 165.890 (66,04%) - Abstenció: 85.317 (33,96%) - Nuls: 1.518 (0,92%) - Vàlids: 164.372 - Blancs: 2.709 (1,63%) - A candidatures: 161.663  | IU-EB   | 3.237  | 2%     | 0         | =   |

a Dos apoderats més respecte de 1983.

b Un apoderat menys respecte de les antigues circumscripcions de Busturia-Markina i Uribe de 1983.

c Tres apoderats menys respecte de les antigues circumscripcions de Durango i Arratia-Ibaialdeak de 1983.

d Dos apoderats més respecte de 1983.